# Sanjay Sehgal
Sanjay Sehgal es un emprendedor y ejecutivo de negocios indio-estadounidense. Es el fundador, presidente y CEO de MSys Group, una compañía de tecnología especializada en ingeniería de producto, transformación digital y servicios de TI. 

## Primeros años y educación
Sanjay Sehgal nació en Nueva Delhi, India. Completó su Licenciatura en Ciencias en Ingeniería Electrónica y de Comunicaciones en el Delhi College of Engineering.

## Carrera
Sanjay Sehgal comenzó su carrera en 1998 como Vicepresidente de ventas y marketing en American Megatrends, una compañía que desarrolla servicios de almacenamiento. En 2000, fundó iVivity, una compañía especializada en procesadores de redes de almacenamiento, que luego fue adquirida por Emulex.
En 2004, Sanjay también cofundó Scentric, que se centró en soluciones de clasificación y gestión de datos y fue adquirida por Brocade. Además, desempeñó un papel clave en American Megatrends Inc. (AMI), que se vendió a LSI Logic por más de $220 millones.
En 2007, cofundó y se convirtió en CEO de Pramana, expandiendo aún más su presencia en la industria tecnológica. Recaudó más de $1.5 millones de inversores ángel y $500,000 en subvenciones estatales durante su mandato.
En abril de 2007, Sanjay Sehgal fundó MSys Technologies, una compañía que se especializa en servicios de ingeniería de producto y proyectos de transformación digital para clientes ISV y empresariales.
Desde marzo de 2014, Sehgal se ha desempeñado como CEO y orador principal de Clogeny Technologies, una compañía que se especializa en DevOps, automatización de infraestructura, computación en la nube, aplicaciones escalables y análisis de datos. Clogeny Technologies fue adquirida por MSys Technologies en marzo de 2014.
Bajo el liderazgo de Sanjay Sehgal, MSys adquirió DigiFutura Technologies en 2017 y Mobinius en 2019 para mejorar sus capacidades en aplicaciones móviles e IA/ML. Bajo el liderazgo de Sanjay, MSys Technologies integró la Inteligencia Artificial (IA) en sus ofertas de servicios. La compañía desarrolló servicios impulsados por IA, como AIOps (Inteligencia Artificial para Operaciones de TI), que mejoran la escalabilidad de la nube, optimizan el rendimiento en tiempo real y mejoran la eficiencia de costos.
En 2018, recibió el Premio al Mejor Emprendedor de TiE Atlanta y fue nombrado CEO de Transformación Digital Más Innovador en 2019. Además, apareció en la lista de las 500 personas más influyentes de Atlanta de la revista Atlanta en 2021. En 2022, Sanjay fue honrado como Emprendedor Social en los premios "Líderes en Ciudadanía Corporativa" del Atlanta Business Chronicle. Sanjay Sehgal recibió los premios Titan 100 para Georgia tanto en 2022 como en 2023.
Sehgal es un reconocido orador de liderazgo y negocios. Fue miembro del Forbes Business Council en 2022, contribuyendo con ideas sobre emprendimiento, innovación y liderazgo corporativo. En 2025, expandió aún más MSys al adquirir Gophers Lab, fortaleciendo su experiencia en fintech e ingeniería digital.
Ha interactuado con líderes empresariales, profesionales y estudiantes a través de diversas ponencias, incluyendo el NxtWave CCBP Academy Podcast, la Global Virtual Youth Summit y la Leadership Talk Series at IIT Kharagpur.

## Filantropía
Dedicado practicante de la meditación Heartfulness, Sehgal es un entrenador y facilitador certificado. Ha dirigido talleres de meditación a nivel mundial para profesionales y emprendedores, centrándose en la atención plena, el manejo del estrés y el desarrollo personal. En 2003, lideró el establecimiento de la Sahaj Marg Spirituality Foundation, un fideicomiso benéfico en Chennai, India, que proporciona formación en meditación, becas y servicios médicos gratuitos.

## Vida personal
Sanjay Sehgal está casado con Geeta Sehgal, y tienen un hijo, Suraj, y una nuera, Kashish. Su familia comparte un profundo compromiso con la meditación Heartfulness, y todos sus miembros sirven como instructores en la práctica.